# Mettensau

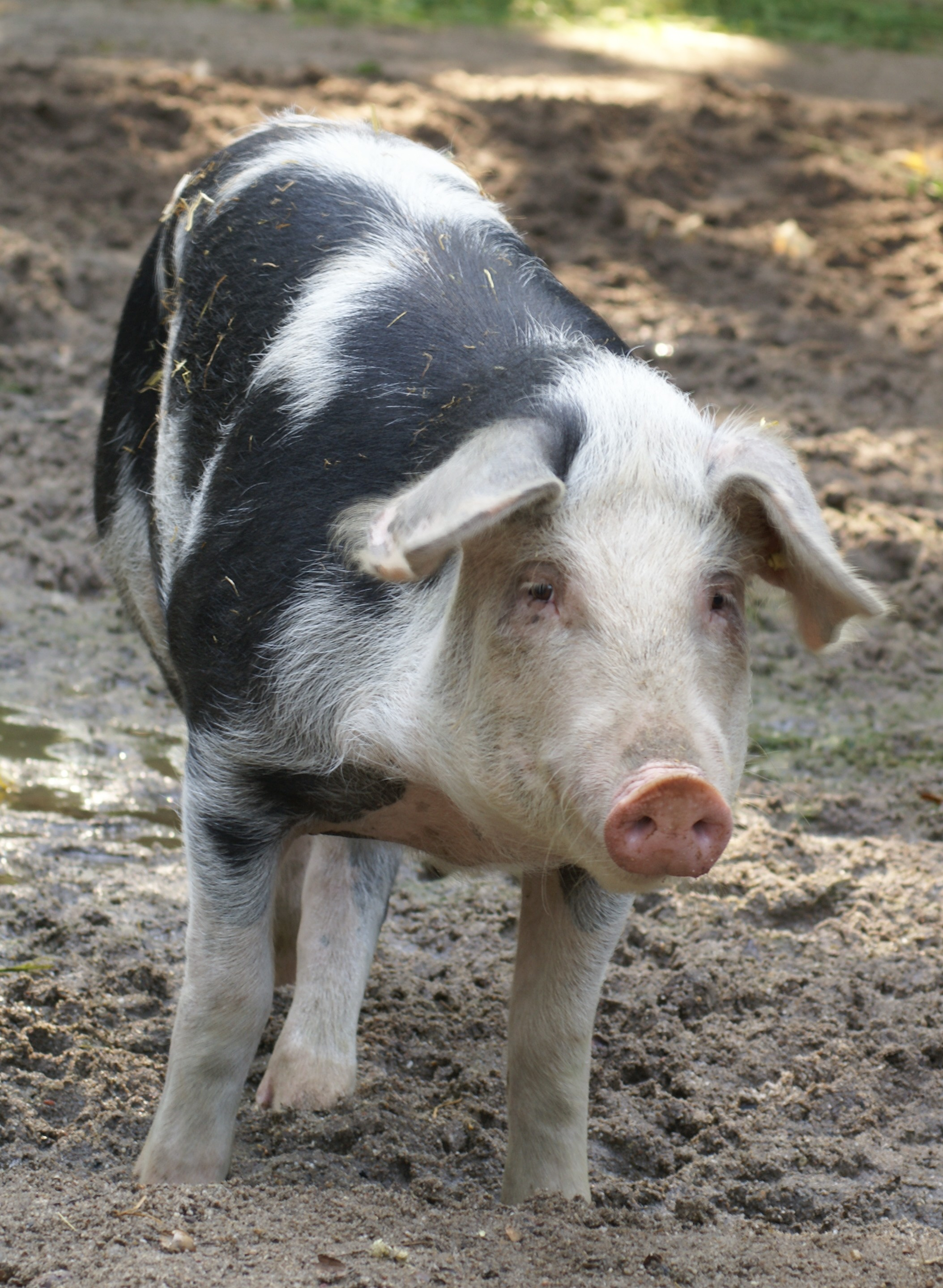
Die Mettensau

Als Mettensau oder auch Weihnachter wurde in der bäuerlichen Tradition ein Schlachtschwein bezeichnet, das in der Vorweihnachtszeit besonders nahrhaft gemästet, am Thomastag (21. Dezember) geschlachtet und nach der Christmette am 24. Dezember als Schweinebraten verspeist wurde.

## Beschreibung

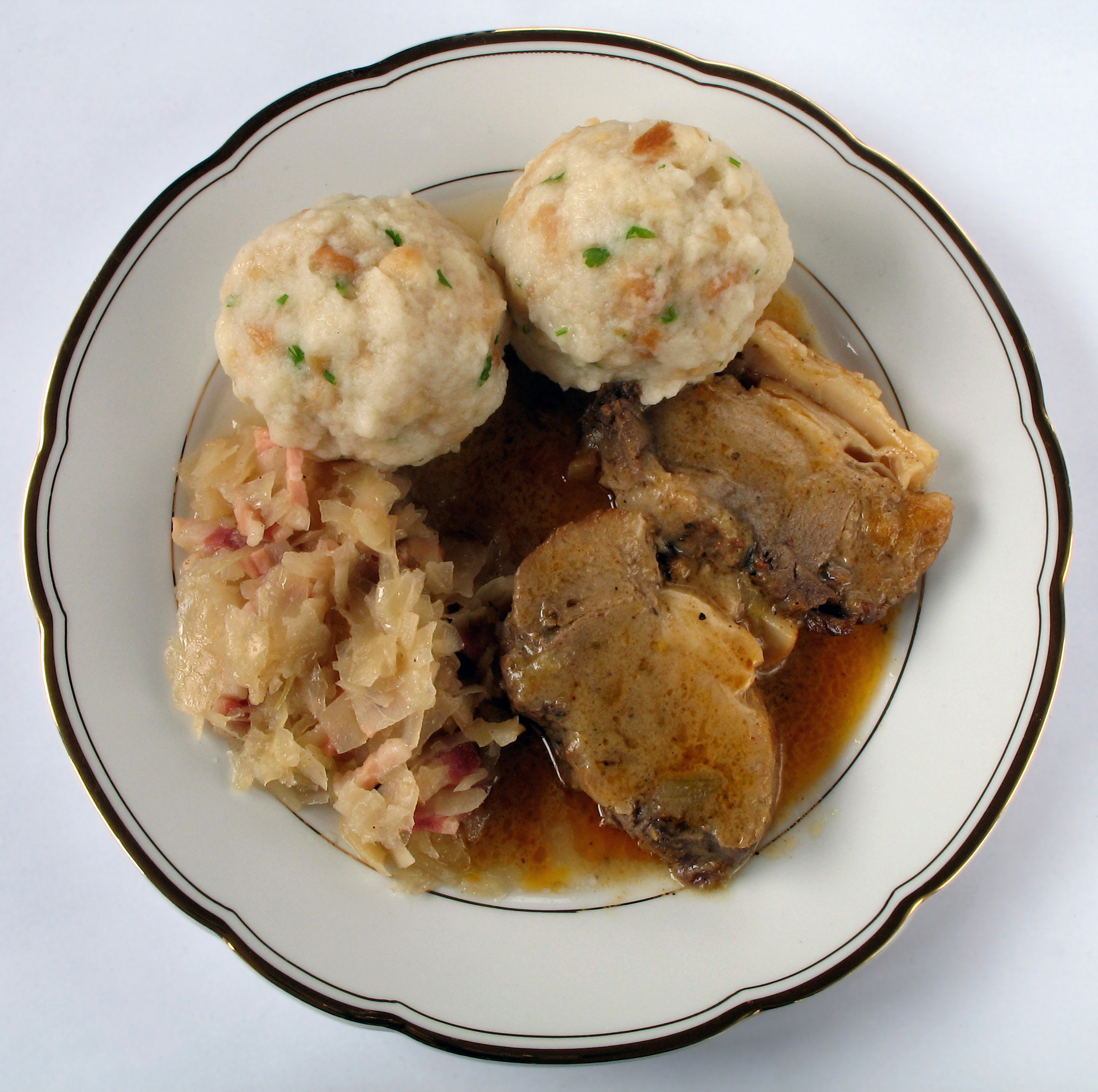
Ein Festtagsessen

Die Adventszeit stellte ursprünglich in der katholischen Kirche nach der Martinsgans am 11. November bis einschließlich des 24. Dezember eine strenge Fastenzeit mit dem darin enthaltenen Fleischverbot dar. Selbst am Heiligen Abend war demzufolge nur Fisch erlaubt. Daraus entwickelte sich die Tradition des Weihnachtskarpfens. Der Schweinebraten, entweder direkt im Anschluss an den Besuch der Christmette oder am darauffolgenden 1. Weihnachtsfeiertag, stellte für die Gläubigen ein Festessen nach wochenlangem Fasten im Ablauf des Kirchenjahrs dar.

## Mediale Rezeption
Der Münchner Autor und Turmschreiber Gerhard Loew verfasste ein Theaterstück mit dem Titel Da Weihnachter. In dieser, in bairischer Mundart abgefassten, Komödie werden die Geschehnisse am traditionellen Tag der Hausschlachtung der Mettensau dargestellt. Am Gedenktag des Heiligen Thomas (21. Dezember) sollen die potenziellen Erben den Bauern bei den Arbeiten im Zusammenhang mit der Schlachtung des Schweines unterstützen.